# Scuola dei Varoteri (Venise)

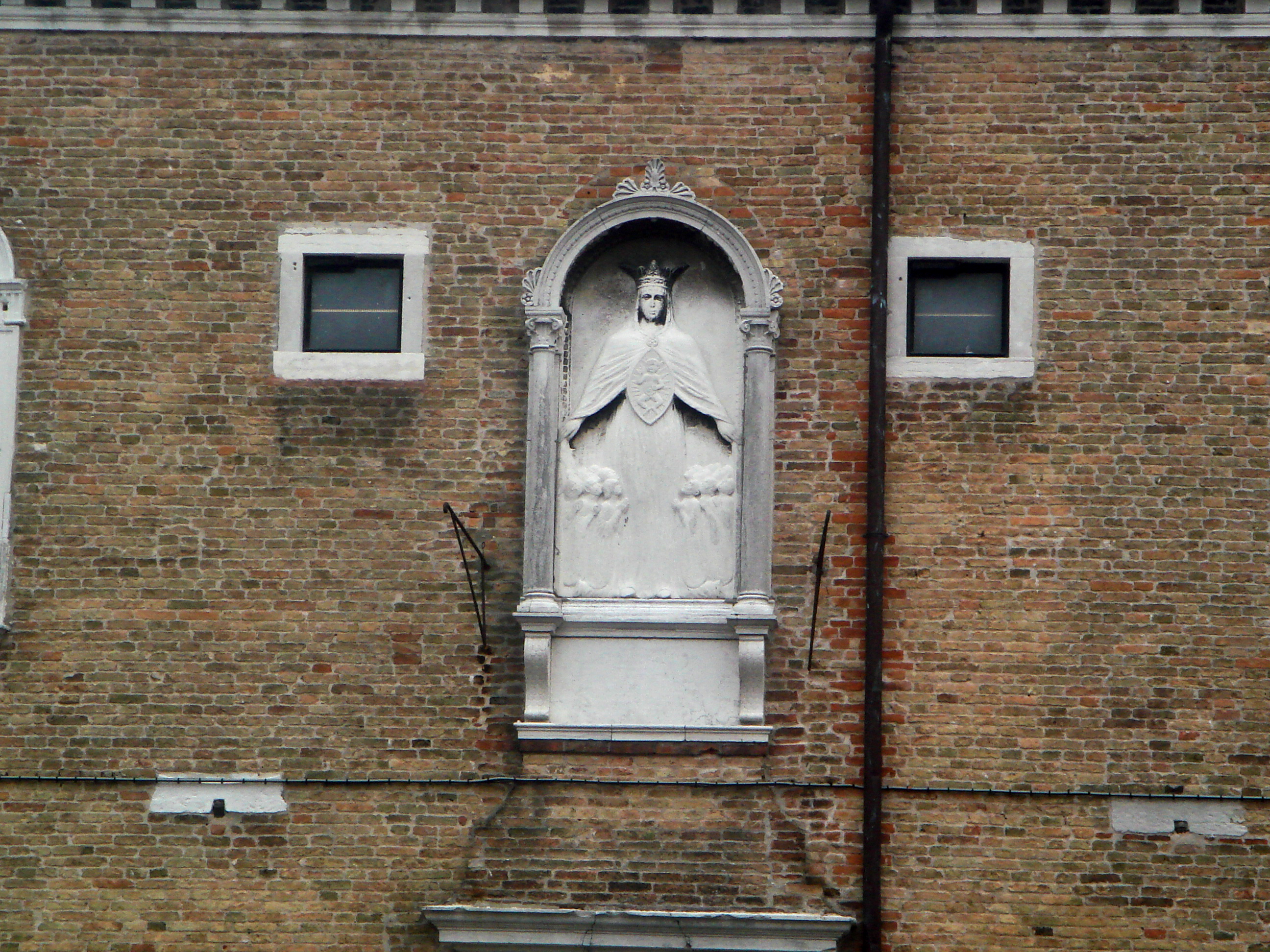
Statue de dévotion de la Vierge au-dessus de l'entrée

La Scuola dei Varoteri  abritait l’école de dévotion et de charité de l’art des métiers du tissu de Venise. Elle est située campo S. Margherita dans le sestiere de Dorsoduro.

## Historique

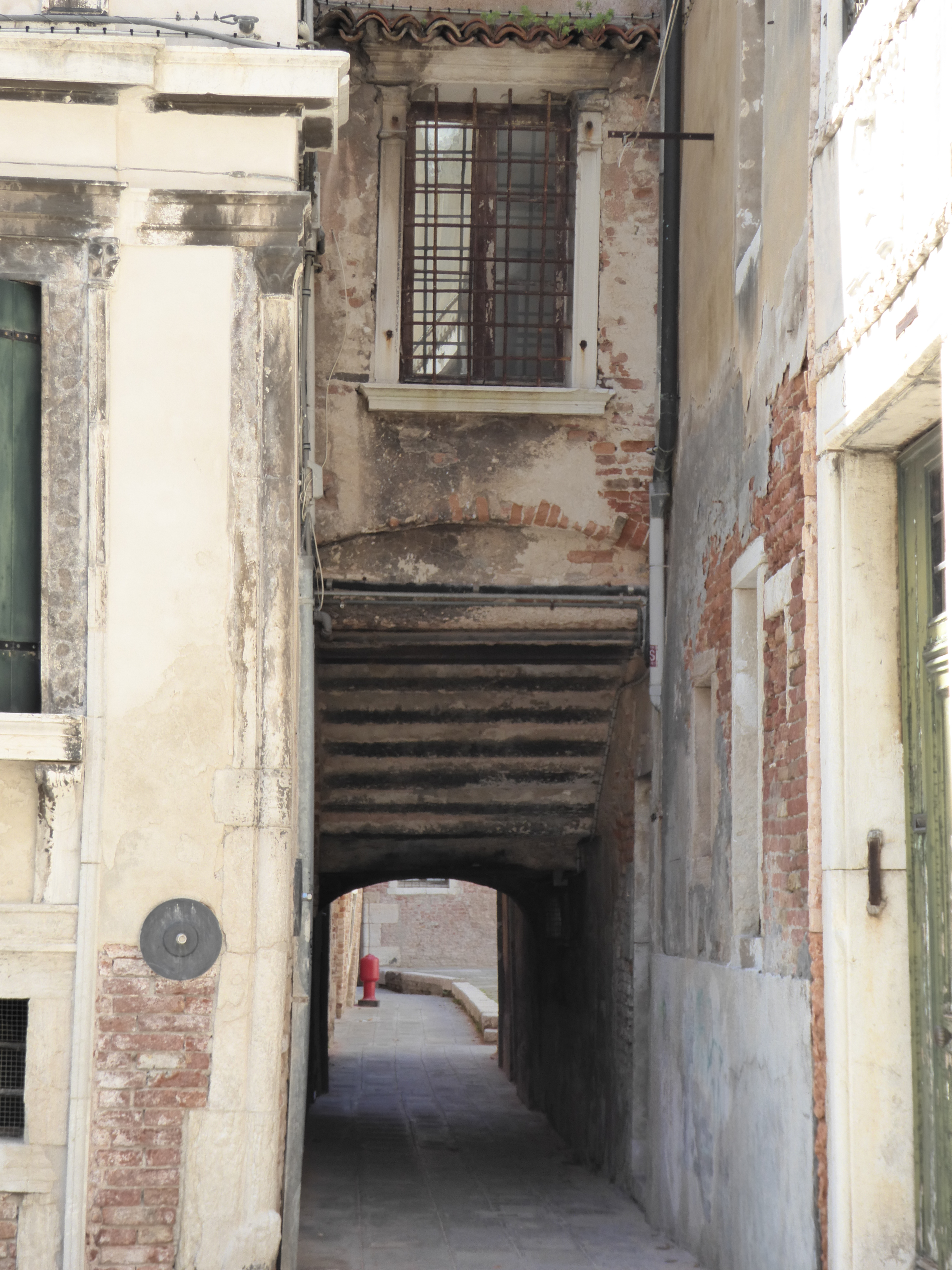
Le sotoportego sur le campo dei Gesuiti

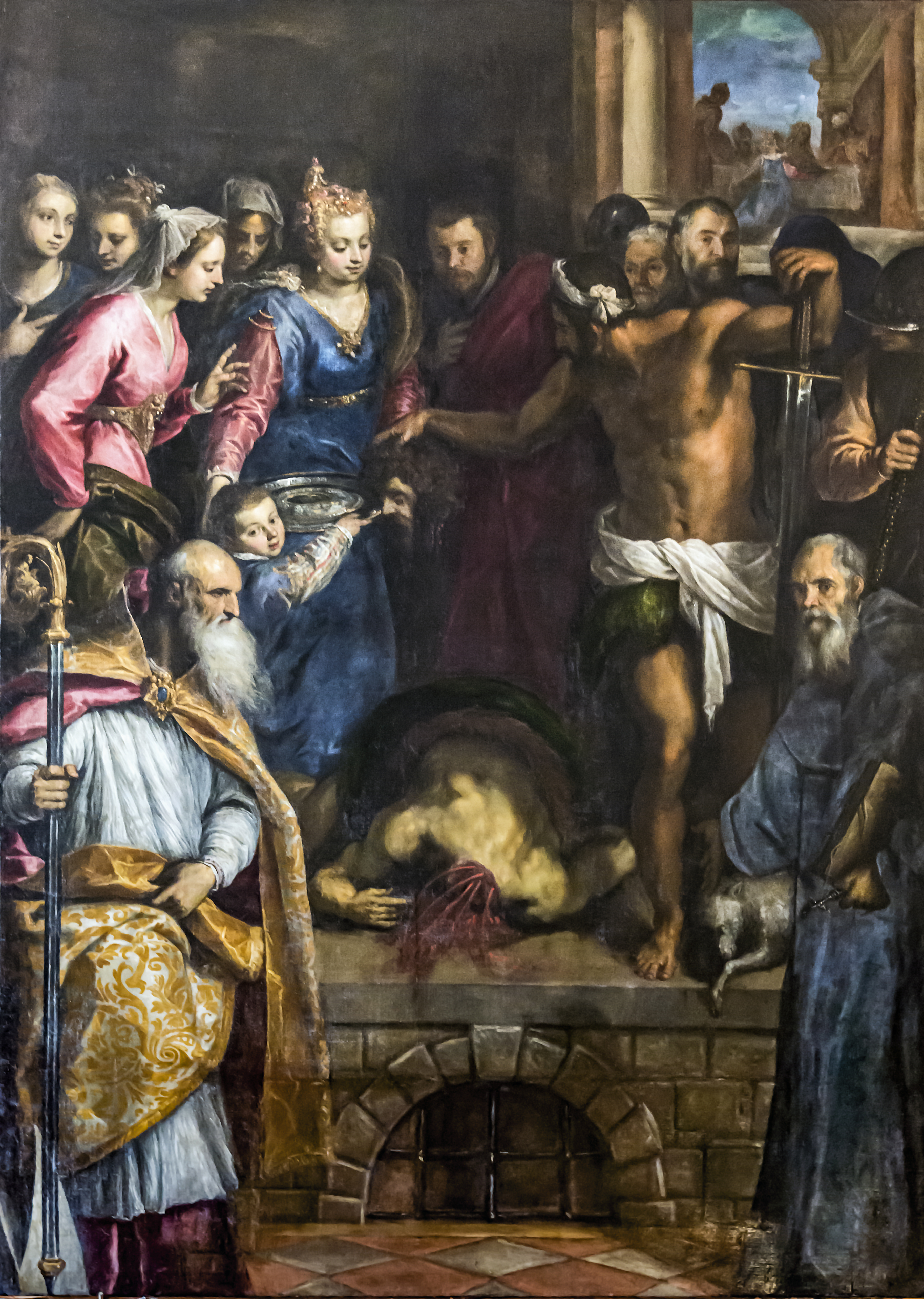
Retable du Martyr

La Scuola dei Varoteri est née en 1197. Le chapitre date de 1271 et le mariegola de 1312, qui fut confirmé par la Giustizia Vecchia en 1444. L'école s'appelle à ce moment scuola de Santa Maria et Helisabetha di Varoteri. Le symbole de l'art était une croix à cinq rayons. 
Le patron de l'art fut successivement San Giovanni Decollato, San Lazzaro, San Liberio et enfin la Visitazione della Beate Vergini Maria.  En 1501, la schola signe un accord avec les Crociferi qui leur accordent une large zone pour construire le nouveau bâtiment pour abriter l'art. L'artefact, clairement visible sur les estampes de l'époque, se trouvait au bout du campo dei Gesuiti, fermant la perspective vers les fondamente Nove. La connexion piétonne était assurée par le sotoportego obtenu au milieu du bâtiment. Au rez-de-chaussée se trouvaient les tombes pour l'enterrement des confrères décédés. En 1610 est livré le retable du Martirio di San Giovanni Battista tra San Lanfranco e San Liberio (1610) d'après Palma le Jeune, qui est placé dans la chapelle à droite du presbytère, où se trouvait l'autel de la scuola. Les jésuites l'emmèneront ensuite à la sacristie, où il se trouve encore aujourd'hui.
En 1723, le bâtiment du siège de la schola doit être complètement démoli lorsque les jésuites commencent la restructuration des usines des Crociferi (Ordre des Bethléemites) pour construire leur nouvelle église avec un couvent contigu. Le Sénat a autorisé les varoteri à reconstruire la schola dans un site le long de la rivière (maintenant enterrée) qui baigna la lisière sud du Campo Santa Margarita. En 1724, les jésuites versent aux varoteri, en dédommagement la somme de 1900 ducats plus tout le matériel de construction récupéré de la démolition de l'ancien bâtiment. Le bâtiment, achevé en 1725, ignore complètement le goût dominant du XVIIIe siècle, se bornant à reproduire fidèlement les traits du bâtiment qui a dû être démoli. L'intérieur du bâtiment a été embelli par quelques peintures, telles le Christ et le paralytique de Pietro Liberi et La Resurrezione di Lazzaro par Carlo Caliari.
Au moment de la suppression de la schola en 1810 à la suite des décrets napoléoniens, il y avait à l'intérieur le retable et 13 autres tableaux. Ensuite, le bâtiment fut d'abord utilisé comme dépôt de charbon, puis affecté à l'école du fascisme mystique et devint finalement le siège du parti politique chrétien-démocrate. Le bâtiment a été entièrement rénové à ce jour et est destiné à abriter des bureaux municipaux.

## L'art des Varoteri
L'art des Varoteri  (ou vaiai) rassemblait les artisans qui fabriquaient et vendaient des fourrures en utilisant des cuirs (vaio). Les boutiques les plus prestigieuses ont toutes été ouvertes dans une ride de Rialto, appelée précisément Varottarìa. Les fourrures arrivent déjà tannées par l'art dei scorzeri et le conzacurami.
L'art des varoteri s'est divisé en 3 branches (colonelli) au XIIIe siècle :
- pelizeri di ovra vera : veau, martre, hermine (lattizio), renard, chat, lapin, chèvre, écureuils
- pelizeri de ovra vechia : peaux usées
- pelizeri de pelli de ghiro : loir

D'après un recensement de 1773, l'art des Varoteri comportait 55 capimaestri, 8 garzoni, 14 ouvriers et 22 boutiques.